# Who Killed the Electric Car?
Who Killed the Electric Car? (en español: ¿Quién mató al vehículo eléctrico? o ¿Quién mató al coche eléctrico?) es un documental de Chris Paine lanzado en DVD el 14 de noviembre de 2006, en el que se narra cómo los intereses de ciertos grupos tumbaron lo que parecía un paso de gigante hacia el futuro de la automoción.
El documental se centra en el modelo de coche eléctrico GM EV1 (Electric Vehicle 1), desarrollado por General Motors. Presenta la historia desde que el primer EV1 fue fabricado hasta que el último fue triturado. Enumera y explica todos los posibles “asesinos” del vehículo eléctrico.
En 2008 Chris Paine comenzó a trabajar en el documental de seguimiento Revenge of the Electric Car, que se estrenó en el Tribeca Film Festival el 22 de abril de 2011.
Los hechos se sitúan en California, a finales del siglo XX y comienzos del siglo XXI. Los hechos son relatados por diferentes personas que tuvieron relación con el EV1, incluyendo exempleados de la General Motors (GM), expropietarios del EV1 y activistas ambientales.

## El coche eléctrico
A principios del siglo XX los coches eléctricos competían con los de gasolina. En noviembre de 1913 había 756 coches eléctricos en Washington D. C., mientras que en 2012 solo había 497 circulando. En abril de 1915 circulaban 1 000 coches eléctricos por Washington D. C. y 4 concesionarios vendían exclusivamente coches eléctricos. El 25 de julio de 1913, Bruce Emerson hizo un muy publicitado viaje de ida y vuelta  a Baltimore , recorriendo 132 km con una carga para demostrar la capacidad del coche eléctrico.
Las mejoras como el arranque automático (hasta ese momento los coches de gasolina arrancaban con manivela), el bajo precio de la gasolina y la fabricación en masa de estos coches hicieron que el coche eléctrico desapareciera.
La masiva quema de combustibles fósiles provocó graves problemas de contaminación del aire, efecto invernadero, calentamiento global, enfermedades cardiorrespiratorias, cerebrovasculares y de alergias.[cita requerida]
Cada litro de gasolina quemada produce 2,4 kilogramos de dióxido de carbono (CO2) por lo que los vehículos de combustión interna son uno de los principales causantes del efecto invernadero y del calentamiento global.
En California en el año 1990 el CARB (California Air Resources Board) aprobó una ley que obligaba a los fabricantes de coches a que a partir de 1997 al menos el 2% de sus ventas fueran de ZEV (Vehículo de emisión cero), el 5% en 2000 y el 10% en 2002 y posteriores.
La respuesta de los fabricantes fue doble: por un lado cumplieron con la ley sacando al mercado coches eléctricos que alquilaban y no vendían y por el otro lucharon contra ella en los tribunales.
Así nació el GM EV1. Era el primer coche eléctrico moderno: rápido, limpio, sencillo mecánicamente, eficiente y tenía una autonomía de 130 km. También nacieron coches como el Toyota RAV4 EV, el Ford Th!nk y el Nissan Altra EV entre otros.
Más tarde, la ley californiana comenzó a recibir presión de la industria petrolera. Consideraban la ley demasiado estricta. La ley se flexibilizó: los fabricantes podrían producir según demanda. Por tanto, si probaban no tener demanda, no tendrían que producir más.
En 2001 GM paró la fabricación del GM EV1. Los fabricantes respaldados por el gobierno federal seguían pleiteando en los tribunales.
En junio de 2002 los tribunales emitieron una medida cautelar en la que prohibía a CARB la imposición de la regulación de ZEV. CARB modificó la regulación en 2003.
En 2004 George W. Bush anunció una inversión en 5 años de 1 700 millones de USD en investigación para el coche de hidrógeno.
El 24 de abril de 2003 el gobierno californiano retiró la ley de emisiones cero. Después de una reunión donde los defensores del coche eléctrico tuvieron poco a decir, Alan Lloyd acabó con la ley que él mismo redactó.
Los fabricantes ya habían previsto esta situación, y ningún coche había sido vendido. Nadie había tenido la oportunidad de comprarlo. Todos y cada uno de los autos tenían un contrato de alquiler con fecha de caducidad. Ningún contrato fue renovado. Los fabricantes fueron recuperando coches a medida que los contratos de alquiler expiraban.
Frente a esto, hubo varias manifestaciones, como la de Sacramento, Sta. Mónica (2003), pero fueron en vano.
En 2004 ya no quedaba ni un solo EV1 en manos de usuarios. GM disponía entonces de toda su flota de EV1s. Los demás fabricantes hicieron lo mismo. 
Tras recuperar los coches, los destruyeron.
Algunos manifestantes llegaron a ofrecer dinero por los últimos EV1 que quedaban. No recibieron respuesta. Se quedaron a acampar a las puertas del aparcamiento donde se guardaban los últimos EV1. Llevaban pancartas, camisetas, colgaban carteles con eslóganes como: “Don't Crush” (no tritureis), “GM shame on you” (GM tened vergüenza), “Save EV1” (salven al EV1).
El 14 de marzo de 2005 los manifestantes recibieron su respuesta. Después de 27 días de espera GM se llevó los EV1s. Los manifestantes intentaron detenerles, pero intervino la policía y acabó con algunos detenidos.
Algunas marcas como Toyota, Honda y Ford no trituraron la totalidad de sus vehículos. Algunos como el Ford Ranger EV fueron vendidos a un precio simbólico que permitió a algunos de sus propietarios quedarse con el vehículo.

## Producción
Chris Paine conducía un GM EV1 mediante un contrato de leasing. Chelsea Sexton, responsable del coche eléctrico en GM, le comunicó que al finalizar el contrato los coches serían destruidos. Paine habló con otro conductor del GM EV1, Dean Devlin (productor ejecutivo del documental), y decidieron realizar un documental que investigara el proceso. Chelsea Sexton le proporcionó mucha información desde dentro de GM actuando como una garganta profunda (whistleblower). Sexton fue despedida de GM al final de 2001 cuando la compañía cerró la planta de fabricación del EV1.

El documental está escrito y dirigido por Chris Paine y producido por Jessie Deeter,
Los productores ejecutivos fueron Tavin Marin Titus, Richard D. Titus de Plinyminor y Dean Devlin, Kearie Peak, Mark Roskin, y Rachel Olshan de Electric Entertainment.
Fue presentado en los festivales Sundance, San Francisco Film Festival, Tribeca film festival, LA Film Festival, Berlin film festival, Deauville Film Festival, y otros festivales medioambientales.
Fue lanzado en cines en junio de 2006. La música fue compuesta por Michael Brook y tiene música de Joe Walsh, DJ Harry y Meeky Rosie.
También formaron parte del equipo de producción Jeff Steele, Kathy Weiss, Natalie Artin y Alex Gibney.
El documental fue lanzado en DVD el 14 de noviembre de 2006 por Sony Pictures Home Entertainment.

## Temas tratados
El documental trata la historia del coche eléctrico, su desarrollo moderno y su comercialización. Se centra en el GM EV1 que GM alquiló en leasing después de que en 1990 el California Air Resources Board (CARB) aprobó el mandato ZEV (Zero-emissions vehicle, vehículo de emisiones cero) que obligaba a los fabricantes de coches a ofertar un porcentaje de dichos vehículos para poder seguir vendiendo coches de gasolina y diésel en California. GM, Toyota, Honda, Ford, Nissan y Chrysler produjeron casi 5 000 vehículos de emisiones cero y más tarde los destruyeron casi en su totalidad.
También trata la contaminación del aire, la dependencia del petróleo, la política sobre Oriente Próximo y el calentamiento global.
Se detalla la revocación del mandato del CARB tras una presión brutal de las petroleras, los litigios de los fabricantes de automóviles, las exageraciones sobre el futuro coche de hidrógeno y la actuación del gobierno de George W. Bush.
Una parte del documental detalla los esfuerzos de GM tratando de convencer al gobierno de California de que no había demanda de coches eléctricos por parte de los consumidores para terminar destruyendo casi todos los GM EV1.
GM no respondió a la oferta de los conductores del EV1 para comprar los últimos 78 GM EV1 por 1,9 millones de USD antes de ser achatarrados.
Varios activistas, Alexandra Paul y Colette Divine, fueron arrestadas cuando bloqueaban el paso de los camiones que se llevaban los GM EV1 para su destrucción.
El documental explora algunos motivos que empujaron a las compañías petroleras y automovilísticas a matar al coche eléctrico.
Wally Rippel dijo que las petroleras temían perder su monopolio del transporte de combustible durante décadas, mientras que los fabricantes de coches temían los altos costes de desarrollo de los coches eléctricos y los bajos beneficios a largo plazo porque esos vehículos requieren poco mantenimiento y ninguna puesta a punto.
El portavoz de GM, Dave Barthmuss, achacó la muerte del coche eléctrico a la falta de interés del consumidor debido a la poca autonomía y a su alto precio.
En el documental también se reflejan los intentos vanos de los entusiastas de los coches eléctricos tratando de combatir los movimientos de la industria. Hacia el final se invita a la exdirectora de ventas del GM EV1, Chelsea Sexton, a visitar un GM EV1 desactivado en el Petersen Automotive Museum.
Explora el futuro de las tecnologías del automóvil, incluyendo el criticado vehículo de hidrógeno, los híbridos enchufables y el desarrollo de otros vehículos eléctricos como el Tesla Roadster que se lanzó al mercado 2 años después del lanzamiento del documental.

## Entrevistas
En el documental se entrevista a conductores del GM EV1 como las celebridades Mel Gibson, Tom Hanks, Alexandra Paul, Peter Horton, Ed Begley, Jr., los políticos Ralph Nader, Frank Gaffney, Alan C. Lloyd (Presidente del California Air Resources Board), Jim Boyd, Alan Lowenthal y S. David Freeman, el respresentante del American Petroleum Institute, Edward H. Murphy, el exdirector de la CIA James Woolsey.
También entrevista a ingenieros y técnicos que desarrollaron el coche eléctrico moderno como Wally Rippel, Chelsea Sexton,  Alec Brooks de Tesla Motors, Alan Cocconi de AC Propulsion, Paul MacCready, Stan, Iris M. Ovshinsky, Joseph J. Romm (autor de Hell and High Water y The Hype about Hydrogen).
Romm hace una presentación mostrando que la iniciativa del gobierno para un coche de hidrógeno es una elección equivocada y una distracción que retrasa el desarrollo de otras tecnologías más prometedoras como los híbridos enchufables que podrían reducir las emisiones de gases de efecto invernadero y mejorar la seguridad energética de Estados Unidos.
También aparecen los portavoces Dave Barthmuss de GM y Bill Reinert de Toyota.

## Posibles culpables

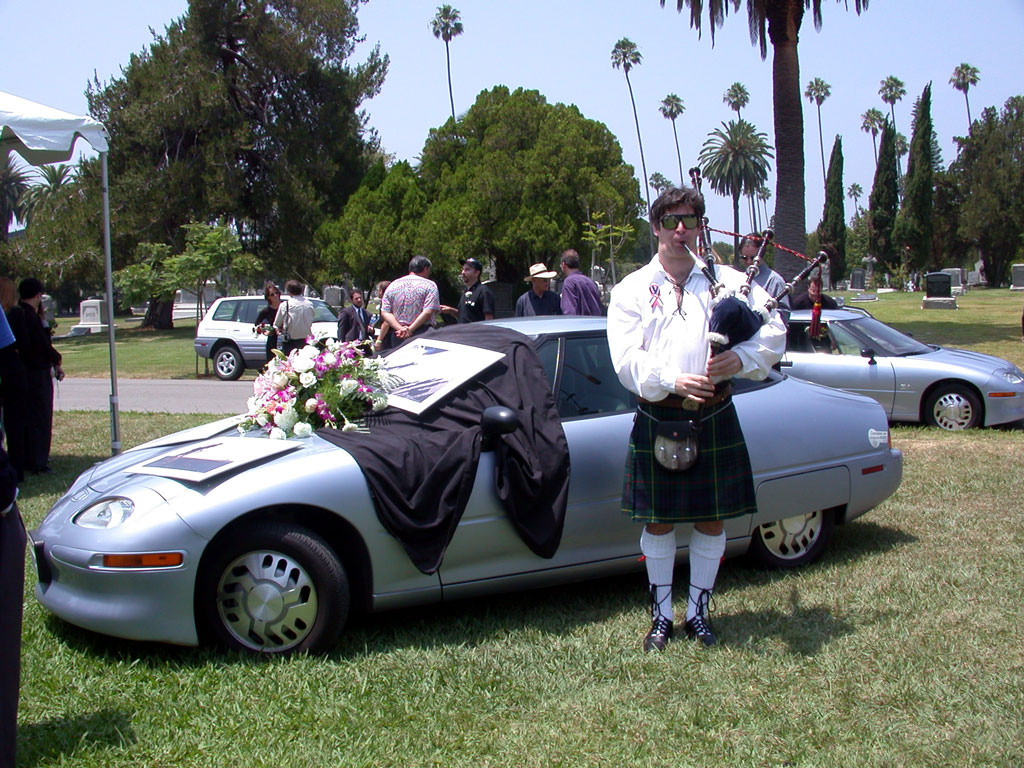
Funeral simbólico en el Hollywood Forever Cemetery como protesta a la decisión de GM de destruir todos los GM EV1.

En la parte final del documental Paine hace una lista de los posibles causantes de la desaparición del EV1.

### Los consumidores de Estados Unidos
Los pocos consumidores que habían oído hablar del coche eléctrico no alcanzaban la masa crítica para esa tecnología.
El precio bajo de la gasolina y el amor por los SUV hacía que muchos necesitaran tiempo para evaluar los pros y contras de estos coches nuevos que tenían una autonomía de unos 160 km.

### Baterías
Cuando el GM EV1 salió al mercado en 1996 usaba baterías de plomo y ácido con una autonomía de 113 km. El documental dice que la distancia media que recorre cada día un estadounidense es de 50 km o menos por lo que el 90% podría usar un coche eléctrico.
En 2002 el GM EV1 usaba baterías de NiMH Ovonic con una autonomía de 257 km. Más adelante GM vendió sus acciones de Ovonics a Chevron/Cobasys.
El ingeniero Alan Cocconi de AC Propulsion afirmó que el GM EV1 podría conseguir una autonomía de 483 km con las baterías de iones de litio usadas en los ordenadores portátiles de la época.
Chris Paine considera que las baterías no son culpables de la muerte del coche eléctrico.

### Compañías petroleras
En el documental se muestra al grupo de presión (lobby) de las petroleras Western States Petroleum Association que financió campañas contra los esfuerzos para implantar una red pública de puntos de recarga de coches eléctricos. La Californians Against Utility Abuse pretendía ser una asociación de consumidores cuando estaba movida por los intereses de la industria petrolera. Mobil y otras petroleras se anunciaron en publicaciones nacionales como contrarias a los coches eléctricos cuando estos apenas tenían que ver con su negocio principal. Al final del documental la petrolera Chevron compró patentes de baterías de NiMH y tomó el control accionarial en Ovonics para evitar que las modernas baterías de NiMH pudieran usarse en coches eléctricos. El documental también muestra la manipulación de precios del petróleo en la década de 1980 como un ejemplo de las maquinaciones de la industria petrolera.

### Fabricantes de coches

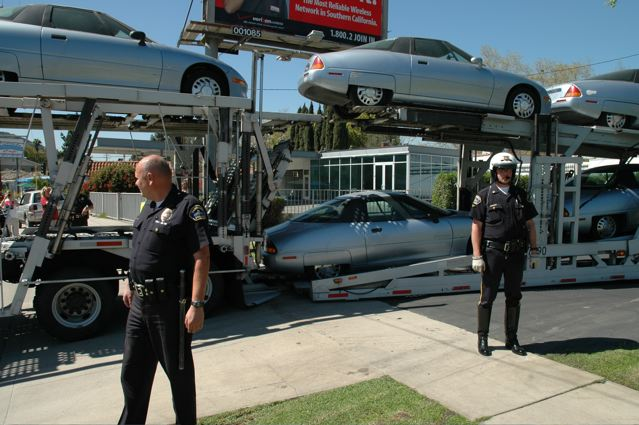
El documental muestra la campaña "Don't Crush Campaign"

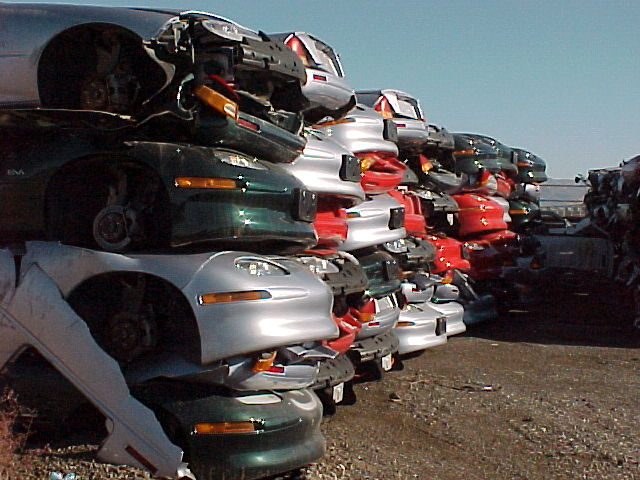
EV1 achatarrados.

Las compañías automovilísticas con GM a la cabeza se implicaron en campañas de publicidad positivas al principio para cambiar posteriormente a negativas a medida que cambiaban sus intenciones y la legislación de California. Inicialmente GM pasó anuncios del EV1 en la Super Bowl que estaban producidos por ILM. Finalmente publicaron encuestas que enfatizaban las desventajas de los coches eléctricos.
GM saboteó su programa de coche eléctrico produciendo menos unidades de las demandadas y negándose a venderlos porque solo los alquilaba por leasing.
Además del GM EV1 el documental muestra la cancelación de la producción del Toyota RAV4 EV y el Honda EV Plus. La destrucción del Honda EV Plus llamó la atención tras aparecer por accidente en un episodio de California's Gold con Huell Howser en la PBS.
En la entrevista con el miembro retirado del consejo de GM Tom Everhart, se apunta que GM mató el EV1 para centrarse en modelos más rentables como su Hummer y pickups en lugar de prepararse para desafíos futuros.
Ralph Nader afirmó que los fabricantes de coches normalmente solo responden a las regulaciones impuestas por el gobierno y no a los avances técnicos disponibles.
El documental sugiere que Toyota apoyó la producción del Toyota Prius en parte como respuesta a la propuesta Partnership for a New Generation of Vehicles de Bill Clinton y otras presiones del gobierno que se retiraron posteriormente.
Aunque GM achacó al precio como un factor disuasorio para continuar la producción del EV1, en el documental se comenta que el precio de las baterías y los vehículos se habría reducido significativamente con la producción en masa debido a la economía de escala. También se dice que los beneficios de los concesionarios se reducirían debido a que los coches eléctricos no precisan puestas a punto, cambios de aceite y apenas cambios de pastillas de freno debido al freno regenerativo.

### Gobierno de Estados Unidos
Queda documentado que en 2002 el gobierno de George W. Bush se unió a los fabricantes de coches contra la regulación de California hasta su revocación. El jefe de personal de Bush, Andrew Card había sido director de American Automobile Manufacturers Alliance en California antes de trabajar en la Casa Blanca. Dick Cheney, Condoleezza Rice y otros miembros del gobierno de George W. Bush trabajaron en consejos de administración de fabricantes de coches o petroleras. Al no conseguir una reducción significativa del consumo de los vehículos desde 1970 y al interferir en la regulación de California, el gobierno federal sirvió los intereses a corto plazo de la industria a expensas de los intereses a largo plazo en la dependencia del petróleo y los coches limpios.

### California Air Resources Board
Et 2003 el CARB estaba dirigido por el demócrata Alan Lloyd. Finalmente cedió a la presión de la industria y aligeró el mandato ZEV después de haberlo defendido durante 12 años.
El documental sugiere que Alan Lloyd tenía un conflicto de intereses porque era el director de California Fuel Cell Partnership.
El cambio en el mandato ZEV permitió que se fabricara una pequeña cantidad de coches de hidrógeno en lugar del requerimiento de coches eléctricos. En el documental se ve cómo Alan Lloyd corta las intervenciones de los proponentes del coche eléctrico mientras que da todo el tiempo que necesiten a los fabricantes de coches.

### Pila de combustible de hidrógeno
La pila de combustible de hidrógeno se presenta en el documental como una futura alternativa que distrae la atención del potencial inmediato y real de los coches eléctricos de baterías y que ha sido abrazada por los fabricantes de coches, las petroleras y los gobiernos para comprar tiempo y obtener beneficios del status quo.
El documental reafirma que un coche de pila de combustible de hidrógeno usa de 3 a 4 veces más energía que uno propulsado por baterías. En la entrevista al autor de The Hype About Hydrogen, apunta 5 problemas en los vehículos de hidrógeno:
- Precio del vehículo muy alto
- Alto coste del hidrógeno
- La necesidad de una nueva red de suministro de combustible
- La competencia de otras tecnologías como los híbridos
- Límites en la autonomía debido a los materiales actuales

Empresas petroleras tienen divisiones dedicadas a la producción de hidrógeno como Chevron Technology Ventures y Shell Hydrogen. El hidrógeno se puede producir partiendo de gas natural o biomasa. El coste de una estación de suministro de hidrógeno es de 4 millones de USD.
Un kilo de hidrógeno produce la misma energía que un galón (3,78 litros) de gasolina.
- Un vehículo FCV (Fuel Cell Vehicle, Vehículo con pila de combustible de hidrógeno) usa 4 veces más electricidad por kilómetro que uno eléctrico de baterías si el hidrógeno se obtiene por electrólisis.[9]
- Un vehículo FCV es un 40% menos eficiente que uno eléctrico de baterías si el hidrógeno se obtiene desde gas natural y además emite cantidades significativas de CO2 en el proceso.[9]
- La infraestructura para transportar, almacenar y distribuir el hidrógeno costaría miles de millones de USD mientras que la red de distribución eléctrica ya existe.[9]
- Los riesgos del manejo del hidrógeno son mucho mayores que los de las baterías. El hidrógeno es inflamable, incoloro e inodoro.[9]

## Epílogo
El documental acaba mostrando los problemas actuales del coche a gasolina los asuntos que podrían dar cierta ventaja al coche eléctrico.
- La subida del precio del petróleo favorece a las energías alternativas.
- Las relaciones entre los EE. UU. y Oriente Medio son inestables. Esto dificulta el acceso a la gasolina, al diésel y demás combustibles.
- El calentamiento global es una amenaza creciente que puede ser irreversible si no se actúa inmediatamente.

El documental replantea la forma de vida estadounidense y el estilo de vida que habría que cambiar si se quiere optimizar el uso de los recursos y generar un ambiente más limpio para las próximas generaciones.